# جوزف هنریش
جوزف هنریش (انگلیسی: Joseph Henrich; ۱۹۶۸ (۵۶–۵۷ سال) –) استاد دانشگاه آمریکایی زیست‌شناسی فرگشت انسان در دانشگاه هاروارد بود. هنریش قبل از ورود به هاروارد، استاد روان‌شناسی و علم اقتصاد در دانشگاه بریتیش کلمبیا بود.

## تحقیق
حوزه‌های تحقیقاتی هنریش عبارتند از آموزش فرهنگی، فرگشت همکاری (فرگشت)، قشربندی، اعتبار، تغییرات تکنولوژیکی، تصمیم‌گیری اقتصادی، و تکامل ازدواج تک همسری و دین. هنریش در اوایل کار خود، تیم‌هایی از انسان‌شناسان و اقتصاددانان را در انجام آزمایش‌های رفتاری برای آزمایش پایه‌های نظریه بازی‌ها در جوامع مختلف در سراسر جهان رهبری کرد. این مجموعه تحقیقات نشان داد که نه تنها پیش‌بینی‌های نظریه بازی‌های استاندارد، که ریشه در مفروضات متعارف منفعت شخصی دارد، در طیف متنوعی از جوامع بشری با شکست مواجه شد، بلکه در مکان‌های مختلف نیز به طرق مختلف شکست خورد.
تحقیقات هنریش در مورد خاستگاه و تکامل ادیان استدلال می‌کند که باورها، مناسک و عباداتی که سنت‌های دینی را تشکیل می‌دهند، نه تنها از طریق ویژگی‌های قابل اعتماد در حال رشد ذهن‌های انسان، بلکه با رقابت میان گروه‌ها نیز شکل گرفته‌اند. رقابت بین گروهی باعث می‌شود که باورهای ماوراء طبیعی و اعمال آیینی که همکاری، هماهنگی یا همبستگی درون گروهی را افزایش می‌دهد، بیشتر شود. هنریش با تکیه بر این مشاهدات که اکثر جوامع بشری چندهمسری را مجاز دانسته‌اند، استدلال کرده است که تک‌همسری هنجاری از نظر فرهنگی گسترش می‌یابد زیرا رقابت مرد و مرد را کاهش می‌دهد و در نتیجه موفقیت در رقابت با جوامع دیگر را ارتقا می‌دهد.
تحقیقات هنریش تفاوت‌های روان‌شناختی بین جمعیت‌ها و در سراسر جهان را مستند کرده و در پی توضیح آن است. این کار استدلال می‌کند که متداول‌ترین شرکت‌کنندگان در تحقیقات روان‌شناختی و رفتاری، نه تنها یک نوع از جمعیت در یک طیف جهانی هستند، بلکه از نظر روان‌شناختی خاص هستند. هنریش و همکارانش برای بالا بردن آگاهی محققان نسبت به این موضوع، جمعیت‌هایی را که معمولاً برای تحقیقات روان‌شناختی و رفتاری مورد استفاده قرار می‌گیرند، WEIRD نامیدند، نامی که مخفف عبارت غربی، تحصیل‌کرده، صنعتی، ثروتمند و دموکرات است و پیشینه اکثر شرکت‌کنندگان در تحقیقات روان‌شناسی را خلاصه می‌کند.

## انتشارات منتخب
- هنریش، جوزف؛ بولز، ساموئل؛ بوید، رابرت؛ Camerer، کالین؛ فهر، ارنست؛ گینتیس، هربرت (۲۰۰۴). مبانی اجتماعی انسانی: آزمایش‌های اقتصادی و شواهد قوم نگاری از پانزده جامعه در مقیاس کوچک. آکسفورد نیویورک: انتشارات دانشگاه آکسفورد. شابک ۹۷۸۰۱۹۹۲۶۲۰۵۲.
- هنریش، جوزف؛ هنریش، ناتالی (۲۰۰۷). چرا انسان‌ها همکاری می‌کنند: یک توضیح فرهنگی و تکاملی. آکسفورد
- هنریش، جوزف؛ انسمینگر، ژان (۲۰۱۴). آزمایش با هنجارهای اجتماعی: انصاف و تنبیه در دیدگاه بین فرهنگی . انتشارات بنیاد راسل سیج.
- هنریش، جوزف (۲۰۱۶). راز موفقیت ما: فرهنگ چگونه تکامل انسان را هدایت می‌کند، گونه‌های ما را اهلی می‌کند و ما را باهوش تر می‌کند. انتشارات دانشگاه پرینستون شابک ۹۷۸۰۶۹۱۱۶۶۸۵۸.
- هنریش، جوزف (۲۰۲۰). عجیب‌ترین مردم جهان: چگونه غرب از نظر روانی عجیب و غریب و به ویژه مرفه شد. فارار، استراوس و ژیرو. شابک ۹۷۸۰۳۷۴۱۷۳۲۲۷.